# Livingston Energy Flight
Livingston Energy Flight (Livingston S.p.A.) era una compagnia aerea italiana con base operativa presso l'aeroporto di Milano-Malpensa. La compagnia forniva servizi charter e di linea verso le principali destinazioni turistiche nei Caraibi, in America Centrale e Meridionale, nell'Oceano Indiano, in Africa, nel Mediterraneo e in Medio Oriente.
Le operazioni vennero sospese l'8 ottobre 2010, e pochi giorni dopo, il 14 ottobre, l'ENAC revocò definitivamente il COA, sancendo la cessazione delle attività.

## Storia
Nel maggio 2003, Livingston avviò l'operatività con voli charter di corto/medio raggio utilizzando un unico aeromobile, un Airbus A321-200 (I-LIVA, successivamente reimmatricolato come EI-LVA). Poche settimane più tardi, entrò in flotta un secondo velivolo (I-LIVB, poi EI-LVB), e, durante la stagione estiva, la compagnia si avvalse di un terzo aeromobile (I-LIVC), sempre dello stesso modello, impiegato prevalentemente per operare tratte di linea per conto della compagnia Air One.
A partire dalla primavera 2004, Livingston aggiunse alla flotta un quarto aereo (I-LIVD, successivamente reimmatricolato come EI-LVD), che venne temporaneamente prestato a Volareweb durante l'inverno 2006/2007.
Livingston faceva parte, insieme a Lauda Air Italia, del Livingston Aviation Group, controllato dal Gruppo Ventaglio. Nel settembre 2005, avvenne la fusione tra le due compagnie: Livingston acquisì così l'attività di lungo raggio e la flotta di Lauda Air Italia.
Nel febbraio 2009, il Gruppo Ventaglio cedette Livingston a 4 Fly S.p.A., un nuovo soggetto del panorama del trasporto aereo italiano. Nei mesi successivi, 4 Fly si fuse con Livingston e venne acquisita da FG Holding, società controllata da Massimo Ferrero.
Ad ottobre 2009, il fondo d'investimento Meridie acquisì il 25% del capitale sociale di Livingston S.p.A. attraverso la società veicolo FG Holding, che già deteneva il 100% del vettore.
L'8 ottobre 2010, l'Enac dispose la sospensione della Licenza di Trasporto Aereo alla compagnia a partire dalla mezzanotte del 14 ottobre 2010, a seguito dell'impossibilità dichiarata dal vettore di proseguire l'attività.
Il Tribunale di Busto Arsizio, con la sentenza n. 79/2010 del 3 novembre 2010, depositata il 4 novembre, dichiarò lo stato di insolvenza della società Livingston S.p.A., avviando la procedura di amministrazione straordinaria.
Il 13 ottobre 2011, il comitato di sorveglianza per l'amministrazione straordinaria espresse parere favorevole alla cessione degli asset della compagnia alla RT S.r.l. di Riccardo Toto. Il 12 novembre 2011, il Ministero dello Sviluppo Economico autorizzò l'operazione, consentendo la creazione della nuova compagnia Livingston Compagnia Aerea (New Livingston S.p.A.).
Il 12 giugno 2014, il presidente Massimo Ferrero venne condannato con rito del patteggiamento a un anno e dieci mesi per bancarotta fraudolenta, oltre al pagamento di parte dei debiti derivanti dal fallimento di Livingston Energy Flight. I capitali distratti dalla società controllata da Ferrero, FG Holding, ammontavano a una cifra compresa tra 41 e 44 milioni di euro.

## Incidenti
- Il 2 dicembre 2007 un Airbus A321 della compagnia Livingston, decollato da Milano Malpensa e diretto a Sharm el-Sheikh, è costretto ad effettuare un atterraggio di emergenza ad Il Cairo a causa di alcune crepe su un finestrino. Dei 110 passeggeri italiani a bordo, un uomo è rimasto ferito.[9]
- Il 1º marzo 2008 un Airbus A321 della compagnia Livingston, decollato da Milano Malpensa, è costretto ad effettuare un atterraggio di emergenza nella città egiziana di Marsa Alam, a 750 chilometri dal Cairo, a causa di un guasto tecnico (perdita di pressione al sistema idraulico).[10]
- Il 19 settembre 2009 un Airbus A321 della compagnia Livingston, decollato da Rodi, e diretto a Verona, è costretto ad effettuare un atterraggio di emergenza nella città di Atene, a causa di odore di bruciato in cabina.[11]